# Martillichthys
Martillichthys is een geslacht van uitgestorven pachycormiforme straalvinnige beenvissen, bekend uit de late Midden-Jura (Callovien) van de Oxford Clay, Engeland. Het is een lid van een planktonetende clade binnen de Pachycormiformes, het nauwst verwant aan Asthenocormus.
De typesoort Martillichthys renwickae is in 2008 benoemd door Jeffrey Liston. De geslachtsnaam eert David Michael Martill en verbindt diens naam met een Grieks ichthys, 'vis'.
Het holotype is NHMUK PV P.61563, een zeldzaam compleet skelet door Colin Patrick Patterson gevonden in de Dogsthorpe Pit bij Peterborough. Toegewezen is PETMG F161, een nog niet geprepareerd specimen in een knol.
In 2019 werd de soort meer in detail beschreven waarbij verschillende fouten konden worden gecorrigeerd.
De tandeloze schedel is 484 millimeter lang.